# Grammy Awards 2001
La 43ª edizione dei Grammy Awards si è svolta il 21 febbraio 2001 presso lo Staples Center di Los Angeles.
Non c'è stato un trionfatore assoluto in questa edizione. Diversi artisti si sono aggiudicati tre premi: tra questi Steely Dan e U2 si sono aggiudicati i premi più ambiti.

## Vincitori e candidati
I vincitori sono scritti in grassetto.

### Categorie principali

#### Registrazione dell'anno
- Beautiful Day - U2; Brian Eno e Daniel Lanois (produttori); Steve Lillywhite e Richard Rainey (ingegnere/mixer)
- Say My Name - Destiny's Child; Rodney Jerkins (produttore); LaShawn Daniels, Brad Gilderman e Jean-Marie Horvat (ingegneri/mixers)
- I Try - Macy Gray; Andrew Slater (produttore); Darryl Swann e Dave Way (ingegneri/mixers)
- Music - Madonna; Mirwais Ahmadzaï e Madonna (produttori)
- Bye Bye Bye - 'N Sync; Jake Lundin e Kristian Lundin (produttori); Mike Tucker (ingegnere/mixer)

#### Canzone dell'anno
- Beautiful Day, scritta e cantata dagli U2
- Say My Name, scritta da Beyoncé, Darkchild, LaShawn Daniels, Fred Jerkins III, Le Toya Luckett, LaTavia Roberson & Kelly Rowland, cantata da Destiny's Child
- I Try, scritta da Macy Gray, Jinsoo Lim, Jeremy Ruzumna & David Wilder, cantata da Macy Gray
- Breathe, scritta da Stephanie Bentley & Holly Lamar, cantata da Faith Hill
- I Hope You Dance, scritta da Mark Sanders & Tia Sillers, cantata da Lee Ann Womack

#### Miglior artista esordiente
- Shelby Lynne
- Brad Paisley
- Papa Roach
- Jill Scott
- Sisqó

#### Album dell'anno
- Two Against Nature - Steely Dan
- Kid A - Radiohead
- The Marshall Mathers LP - Eminem
- Midnite Vultures - Beck
- You're the One - Paul Simon

### Pop

#### Miglior album pop vocale
- Two Against Nature - Steely Dan
- Inside Job - Don Henley
- Music - Madonna
- No Strings Attached - 'N Sync
- Oops!... I Did It Again - Britney Spears

#### Miglior interpretazione vocale pop femminile
- Macy Gray - I Try
- Christina Aguilera - What a Girl Wants
- Madonna - Music
- Aimee Mann - Save Me
- Joni Mitchell - Both Sides Now
- Britney Spears - Oops!... I Did It Again

#### Miglior interpretazione vocale pop maschile
- Sting - She Walks This Earth
- Marc Anthony - You Sang to Me
- Don Henley - Taking You Home
- Ricky Martin - She Bangs
- Brian McKnight - 6, 8, 12

#### Miglior interpretazione vocale pop di gruppo
- Steely Dan - Cousin Dupree
- Backstreet Boys - Show Me the Meaning of Being Lonely
- Barenaked Ladies - Pinch Me
- The Corrs - Breathless
- NSYNC - Bye Bye Bye

#### Miglior collaborazione vocale pop
- B.B. King e Dr. John - Is You Is, or Is You Ain't (My Baby)
- Mariah Carey, Joe e 98 Degrees – Thank God I Found You
- Sheryl Crow e Sarah McLachlan – The Difficult Kind
- Céline Dion e Frank Sinatra – All the Way
- Lauryn Hill e Bob Marley – Turn Your Lights Down Low

### Dance

#### Miglior registrazione dance
- Who Let the Dogs Out? - Baha Men
- Blue (Da Ba Dee) - Eiffel 65
- Be with You - Enrique Iglesias
- Let's Get Loud - Jennifer Lopez
- Natural Blues - Moby

### Rock

#### Miglior album rock
- There Is Nothing Left to Lose - Foo Fighters
- Crush - Bon Jovi
- Mad Season - Matchbox Twenty
- Return of Saturn - No Doubt
- The Battle of Los Angeles - Rage Against the Machine

#### Miglior canzone rock
- With Arms Wide Open, scritta da Scott Stapp e Mark Tremonti, cantata da Creed
- Kryptonite, scritta da Brad Arnold, Todd Harrell e Matt Roberts, cantata da 3 Doors Down
- Again, scritta da Lenny Kravitz, cantata da Lenny Kravitz
- Bent, scritta da Rob Thomas, cantata da Matchbox Twenty
- Californication, scritta da Flea, John Frusciante, Anthony Kiedis e Chad Smith, cantata da Red Hot Chili Peppers

#### Miglior interpretazione vocale rock femminile
- Sheryl Crow - There Goes the Neighborhood
- Fiona Apple – Paper Bag
- Melissa Etheridge – Enough of Me
- Alanis Morissette – So Pure
- Patti Smith – Glitter in Their Eyes

#### Miglior interpretazione vocale rock maschile
- Lenny Kravitz - Again
- David Bowie – Thursday's Child
- Bob Dylan – Things Have Changed
- Don Henley – Workin' It
- Nine Inch Nails – Into the Void

#### Miglior interpretazione rock di un duo o un gruppo
- U2 - Beautiful Day
- Bon Jovi – It's My Life
- Creed – With Arms Wide Open
- Foo Fighters – Learn to Fly
- Red Hot Chili Peppers – Californication

#### Miglior canzone metal
- Elite - Deftones

#### Miglior interpretazione metal
- Deftones - Elite
- Iron Maiden – The Wicker Man
- Marilyn Manson – Astonishing Panorama of the Endtimes
- Pantera – Revolution Is My Name
- Slipknot – Wait and Bleed

#### Miglior canzone hard rock
- Guerrilla Radio - Rage Against the Machine

#### Miglior interpretazione hard rock
- Rage Against the Machine - Guerrilla Radio
- Kid Rock - American Bad Ass
- Limp Bizkit - Take a Look Around
- Pearl Jam - Grievance
- Stone Temple Pilots - Down

### Alternative

#### Miglior album di musica alternative
- Kid A - Radiohead
- When the Pawn... - Fiona Apple
- Midnite Vultures - Beck
- Bloodflowers - The Cure
- Liverpool Sound Collage - Paul McCartney

### R&B

#### Miglior album R&B
- Voodoo - D'Angelo
- Nathan Michael Shawn Wanya - Boyz II Men
- The Heat - Toni Braxton
- My Name Is Joe - Joe
- Who Is Jill Scott? Words and Sounds Vol. 1 - Jill Scott
- Unleash the Dragon - Sisqó

#### Miglior canzone R&B
- Say My Name, scritta da LaShawn Daniels, Fred Jerkins III, Darkchild, Beyoncé, LeToya Luckett, LaTavia Roberson e Kelly Rowland, eseguita da Destiny's Child
- Bag Lady, scritta ed eseguita da Erykah Badu
- He Wasn't Man Enough, scritta da LaShawn Daniels, Fred Jerkins III, Darkchild e Harvey Mason Jr., eseguita da Toni Braxton
- Thong Song, scritta da Mark Andrews, Tim Kelley e Bob Robinson, eseguita da Sisqó
- Untitled (How Does It Feel), scritta da D'Angelo e Raphael Saadiq, eseguita da D'Angelo

### Country

#### Miglior album country
- Breathe - Faith Hill

#### Miglior canzone country
- I Hope You Dance - Lee Ann Womack

### New Age

#### Miglior album new age
- Thinking of You - Kitarō
- Whisper to the Wild Water - Maire Brennan
- Highland Cathedral - Phil Coulter
- East of the Moon - David Lanz
- In a Distant Place - R. Carlos Nakai, William Eaton, Will Clipman e Nawang Khechog

### Rap

#### Miglior album rap
- The Marshall Mathers LP - Eminem
- ...And Then There Was X - DMX
- 2001 - Dr. Dre
- Vol. 3... Life and Times of S. Carter - Jay-Z
- Country Grammar - Nelly

#### Miglior interpretazione rap solista
- Eminem - The Real Slim Shady
- Common – The Light
- DMX – Party Up (Up in Here)
- Mystikal – Shake Ya Ass
- Nelly – Country Grammar (Hot Shit)

### Reggae

#### Miglior album reggae
- Art and Life - Beenie Man
- Life Is a Miracle - Pato Banton
- Let Me Be the One - Dennis Brown
- Private & Confidential - Gregory Isaacs
- Equality - The Wailing Souls

### Produzione

#### Produttore dell'anno, non classico
- Dr. Dre
- Bill Bottrell
- Nigel Godrich
- Jimmy Jam & Terry Lewis
- Matt Serletic

#### Produttore dell'anno, classico
- Steven Epstein

### Remix

#### Remixer dell'anno, non classico
- Hex Hector – "I Turn To You (Hex Hector Mix)"
- Deep Dish
- Maurice Joshua
- Peter Rauhofer
- Richard Humpty Vission

### Videoclip

#### Miglior videoclip
- Learn to Fly - Foo Fighters; Jesse Peretz (regista); Tina Nakane (produttore)
- Fire - Busta Rhymes
- What Do You Say - Reba McEntire
- Broken Home - Papa Roach
- Will 2K - Will Smith